# El artista y la modelo
El artista y la modelo és una pel·lícula de caràcter intimista espanyola de 2012 rodada en blanc i negre i en francès, dirigida per Fernando Trueba i coescrita per Jean-Claude Carrière, inspirada en la vida d'Arístides Maillol.
Al setembre de 2012 és presentada en la Secció Oficial del Festival Internacional de Cinema de Sant Sebastià 2012, i ha estat, a més, una de les tres preseleccionades per als Premis Oscar en la categoria de Millor pel·lícula de parla no anglesa.

## Argument
Estiu de 1943, en un lloc de la França ocupada, no lluny de la frontera franco-espanyola, viu un vell i famós escultor, cansat de la vida i de la bogeria dels homes. No obstant això, amb l'arribada d'una jove catalana que s'ha escapolit d'un camp de refugiats i que li servirà de musa, reneix en ell el desig de tornar a treballar i esculpir la seva última obra. En el taller de la muntanya, mentre treballen, model i artista parlen amb senzillesa de tot el que els envolta.

## Repartiment
- Jean Rochefort...Marc Cros
- Aida Folch... Mercè
- Claudia Cardinale... Léa
- Götz Otto... Werner
- Chus Lampreave... María
- Christian Sinniger... Émile
- Martin Gamet... Pierre
- Mateo Deluz... Henri

## Palmarès cinematogràfic
Festival Internacional de Cinema de Sant Sebastià 2012
| Categoria                             | Persona         | Resultat  |
| ------------------------------------- | --------------- | --------- |
| Conquilla de Plata al millor director | Fernando Trueba | Guanyador |

XXVII Premis Goya
| Categoria                        | Persona                                                 | Resultat |
| -------------------------------- | ------------------------------------------------------- | -------- |
| Millor pel·lícula                | Millor pel·lícula                                       | Nominada |
| Millor director                  | Fernando Trueba                                         | Nominat  |
| Millor actriu protagonista       | Aida Folch                                              | Nominada |
| Millor actor protagonista        | Jean Rochefort                                          | Nominat  |
| Millor actriu de repartiment     | Chus Lampreave                                          | Nominada |
| Millor guió original             | Fernando Trueba Jean-Claude Carrière                    | Nominats |
| Millor fotografia                | Daniel Vilar                                            | Nominat  |
| Millor muntatge                  | Marta Velasco                                           | Nominada |
| Millor direcció artística        | Pilar Revuelta                                          | Nominada |
| Millor direcció de producció     | Angélica Huete                                          | Nominada |
| Millor disseny de vestuari       | Lala Huete                                              | Nominada |
| Millor maquillatge i perruqueria | Noè Montes Sylvie Imbert                                | Nominats |
| Millor so                        | Eduardo García Castro Nacho Royo-Villanova Pierre Gamet | Nominats |

XXII Premis Turia
| Categoria                   | Persona         | Resultat   |
| --------------------------- | --------------- | ---------- |
| Millor Pel·lícula Espanyola | Fernando Trueba | Guanyador  |
| Millor Actriu               | Aida Folch      | Guanyadora |